# Courmayeur
Courmayeur je obec v italské autonomní oblasti Údolí Aosty, v níž žije 2791 obyvatel. Leží na úpatí nejvyšší evropské hory Mont Blanc a je významným turistickým střediskem. Obec hraničí s Francií i Švýcarskem, protéká jí řeka Dora Baltea, nedaleko se nachází Montblanský tunel, se 140 km vzdáleným Turínem ji spojuje dálnice A5. Skládá se z částí Dolonne, Entrelevie, Entrèves, La Palud, Larzey, La Saxe, La Villette, Villair Dessous a Villair Dessus.
Název pochází z latinského Curia Maior, v místním nářečí se městu říká Croméyeui, za Mussoliniho režimu se používala poitalštěná podoba Cormaiore. V roce 2013 bylo navrženo přejmenování na Courmayeur-Mont-Blanc, referendum však pro nízkou účast nebylo platné. Místním patronem je svatý Pantaleon. Místo bylo od starověku známé díky cestě přes Alpy a těžbě sfaleritu v okolí, nachází se zde středověká tvrz Passerin d'Entrèves, zříceniny zámku, nejvýše položená botanická zahrada v Evropě, muzeum alpinismu a mineralogická expozice. V Courmayeru se také stáčí stejnojmenná minerální voda.

## Význam obce
Od 18. století byl Courmayeur oblíbeným výletním místem aristokracie, slouží jako klimatické lázně a středisko lyžování a horolezectví, sídlí zde firma Grivel, prodávající horolezecké vybavení, roku 1850 byla založena první společnost horských vůdců v Itálii. Do hor vede vyhlídková lanovka Funivia dei Ghiacciai.
Sídlí zde hokejový klub Les Aigles du Mont Blanc, v Courmayeuru se konalo mistrovství světa v biatlonu 1959, mistrovství světa juniorů ve sportovním lezení 1999, mistrovství Evropy ve stolním tenise 2003 a mistrovství Evropy v curlingu 2003. 
V roce 2011 se v obci hrál první a tehdy poslední ročník tenisového turnaje Valle d'Aosta Open. Ženský tenis se však do obce vrátil v roce 2021. V rámci WTA Tour 2021 byl v říjnu uspořádán turnaj Courmayeur Ladies Open.
Tradičními místními sporty jsou palet valdostano a tsan, v září se koná přespolní běh Tor des Géants. 
Každoročně v Courmayeuru probíhají festival žánru film noir a festival keltské hudby.

## Partnerská města
- Chamonix-Mont-Blanc,  Francie (od roku 1966)